# 14190 Солдан
14190 Солдан (14190 Soldán) — астероїд головного поясу, відкритий 15 грудня 1998 року.
Тіссеранів параметр щодо Юпітера — 3,235.